# Ponte di Kelvin
Il ponte Kelvin, chiamato anche doppio ponte Kelvin e in alcuni paesi ponte Thomson, è uno strumento di misura utilizzato per misurare resistenze elettriche incognite inferiori a 1 Ohm . È specificamente progettato per misurare resistori a quattro terminali.

## Descrizione
I resistori di valore all'incirca maggiore di 1 ohm possono essere misurati utilizzando vari strumenti, come un ohmmetro o utilizzando un ponte di Wheatstone: in tali casi la resistenza dei fili e dei terminali di collegamento (resistenza parassita) è trascurabile rispetto al valore della resistenza da misurare. Per resistori inferiori a un ohm, invece, le resistenze parassite diventano significative e i metodi di misura convenzionali non risultano pertanto adeguati.

Simbolo di un resistore a quattro terminali

Per ovviare ai problemi delle resistenze parassite, i resistori di valore molto basso e i resistori di particolare precisione, come gli shunt amperometrici ad alta corrente, vengono costruiti con quattro terminali: due terminali di corrente e due terminali di tensione. Durante la misure, si fa passare una corrente tra i terminali di corrente, ma la caduta di tensione attraverso il resistore si misura sui terminali di tensione. La caduta di tensione misurata sarà dovuta unicamente al resistore stesso, in quanto la resistenza parassita dei conduttori che portano la corrente da e verso il resistore è esclusa dai punti di misura di tensione. Per misurare tali resistenze è necessario un circuito a ponte progettato per funzionare con quattro resistenze terminali: quel ponte è il ponte Kelvin. 

## Principio di funzionamento

Schema elettrico del ponte Kelvin

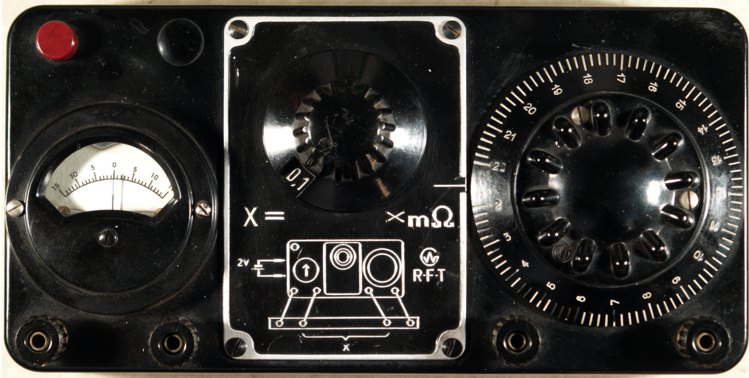
Un ponte Kelvin commerciale

Il funzionamento del ponte Kelvin è molto simile al ponte di Wheatstone, ma utilizza due resistori aggiuntivi. I resistori R1 ed R2 sono collegati ai terminali di tensione esterni dei resistori Rs (resistore campione) ed Rx (resistore incognito), identificati da P1 e P′1 nello schema. I resistori Rs, Rx, R1 ed R2 sono praticamente un ponte di Wheatstone. In questa disposizione, la resistenza parassita della parte superiore di Rs e della parte inferiore di Rx si trovano al di fuori del punto di misura di tensione del ponte e ne sono quindi escluse. Tuttavia, il collegamento tra Rs ed Rx (Rpar) è incluso nella parte interna della misura di tensione e quindi può ancora influenzare la precisione. Per ovviare a ciò, una seconda coppia di resistori R′1 e R′2 forma una seconda coppia di bracci del ponte (da qui il nome 'doppio ponte') e sono collegati ai terminali di tensione interni di Rs ed Rx, identificati da P2 e P′2 nello schema. Il rivelatore D è connesso tra il nodo che si crea tra R1 ed R2 ed il nodo che si crea tra R′1 ed R′2 . 
L'equazione di equilibrio di questo ponte è data dall'equazione
{\displaystyle {\frac {R_{x}}{R_{s}}}={\frac {R_{2}}{R_{1}}}+{\frac {R_{\text{par}}}{R_{s}}}\cdot {\frac {R'_{1}}{R'_{1}+R'_{2}+R_{\text{par}}}}\cdot \left({\frac {R_{2}}{R_{1}}}-{\frac {R'_{2}}{R'_{1}}}\right)}
In un circuito a ponte pratico, il rapporto tra R′1 ed R′2 è scelto in modo da essere identico al rapporto tra R1 ed R2; nella maggior parte dei casi, infatti, R1 = R′1 e R2 = R′2. Di conseguenza, l'ultimo termine dell'equazione di cui sopra diventa zero e l'equazione di equilibrio diventa
{\displaystyle {\frac {R_{x}}{R_{s}}}={\frac {R_{2}}{R_{1}}}}
Risolvendo l'equazione per Rx si ottiene
{\displaystyle R_{x}=R_{s}\cdot {\frac {R_{2}}{R_{1}}}}
La presenza fisica della resistenza parassita Rpar è ininfluente, poiché risulta assente dall'equazione del ponte in equilibrio. Questa equazione è la stessa del ponte di Wheatstone, poiché è ad esso funzionalmente equivalente.
Nell'uso pratico, la tensione di alimentazione B può assumere un valore elevato, ma tale da non far superare le correnti massime ammissibili su Rs e Rx; ciò riduce gli errori di misura. In ogni caso, tale corrente non attraversa il ponte di misura stesso. Il ponte Kelvin può anche essere utilizzato per misurare i resistori convenzionali a due terminali: i terminali di misura di tensione devono essere semplicemente collegate il più vicino possibile ai terminali del resistore. Questa misura escluderà quindi tutte le resistenze esterne alle due connessioni di tensione.

## Precisione
La precisione della misura effettuata utilizzando questo ponte dipende da vari di fattori. La precisione del resistore campione Rs è di importanza fondamentale. Altrettanto importante è quanto è vicino il rapporto tra R1 e R2 al rapporto tra R′1 e R′2. Come dimostrato sopra, se il rapporto è esattamente identico, l'errore causato dalla resistenza parassita (Rpar) è completamente eliminato. In pratica si tende a rendere questo rapporto il più vicino possibile, ma non sempre è possibile renderlo esattamente uguale. Se la differenza di rapporto è abbastanza piccola, allora l'ultimo termine dell'equazione di equilibrio vista sopra diventa abbastanza piccolo da essere trascurabile. Infine, come visto, la precisione della misura aumenta aumentando la corrente che scorre attraverso Rs ed Rx fino al valore massimo consentito da tali resistori. Ciò garantisce la massima differenza di potenziale tra i terminali di tensione più interni (R2 ed R′2) a quei resistori e di conseguenza una tensione sufficiente affinché la variazione di R′1 ed R′2 abbia il suo massimo effetto.
Ci sono alcuni ponti commerciali che raggiungono precisioni superiori al 2% per intervalli di resistenza da 1 microohm a 25 ohm; uno di questi strumenti è illustrato nella foto sopra. Gli strumenti digitali moderni superano lo 0,25%.
I ponti da laboratorio sono generalmente costruiti con resistori variabili ad alta precisione nei due rami di tensione e raggiungono precisioni adatte perfino alla calibrazione di resistori campione. In tale applicazione, il resistore campione "standard" (Rs) sarà in realtà un resistore con una precisione almeno 10 volte migliore della precisione richiesta del resistore standard da calibrare. Per tale utilizzo, l'errore introdotto dal disadattamento del rapporto nei due rami di tensione significherebbe che la presenza della resistenza parassita Rpar potrebbe avere un impatto significativo sull'altissima precisione richiesta. Per minimizzare questo problema, i conduttori di corrente dal resistore da calibrare (Rx) al resistore campione (Rs) e la connessione tra di loro (Rpar) sono dimensionati per avere una resistenza più bassa possibile e le connessioni, sia nei resistori che nel ponte, assomigliano più a barre collettrici piuttosto che ai comuni fili elettrici.
Alcuni ohmmetri includono ponti Kelvin per ottenere ampi campi di misura. Gli strumenti per misurare valori inferiori all'Ohm sono spesso indicati come ohmmetri a bassa resistenza, milli-ohmmetri, micro-ohmmetri, ecc.